# 435728 Yunlin
435728 Yunlin è un asteroide della fascia principale. Scoperto nel 2008, presenta un'orbita caratterizzata da un semiasse maggiore pari a 2,6233334 UA e da un'eccentricità di 0,2703259, inclinata di 13,84417° rispetto all'eclittica.
Dal 29 agosto al 28 settembre 2015, quando 439718 Danielcervantes ricevette la denominazione ufficiale, è stato l'asteroide denominato con il più alto numero ordinale. Prima della sua denominazione, il primato era di 427695 Johnpazder.
L'asteroide è dedicato all'omonima contea di Taiwan.